# Shimadzu All Japan Indoor Tennis Championships 2001
Lo Shimadzu All Japan Indoor Tennis Championships 2001 è stato un torneo di tennis facente parte della categoria ATP Challenger Series nell'ambito dell'ATP Challenger Series 2001. Il torneo si è giocato a Kyoto in Giappone dal 5 all'11 marzo 2001 su campi sul sintetico indoor.

## Vincitori

### Singolare
John van Lottum ha battuto in finale  Michael Kohlmann con il punteggio di 6(3)–7, 6–4, 7–5

### Doppio
Noam Behr /  Noam Okun hanno battuto in finale  Kelly Gullett /  Brandon Hawk con il punteggio di 6–3, 7–5